# 量子操作
量子操作（又称量子动态映射或量子过程）是对量子系统所能经历的一系列变换的数学表述。这一概念是由乔治·苏德尔辛在讨论密度矩阵的广义随机变换时首度引入。量子操作的表述需要系统采用密度矩阵描述。严格而言，量子操作是一个密度算符集到其自身的线性完全正映射。在量子运算领域，量子操作通常称作量子通道。“量子操作”有时会被一些学者用来描述密度矩阵空间的完全正或非迹增映射，而“量子通道”则特指其中严格的保迹映射。量子操作不仅仅涉及孤立系统的幺正时间演化及对称变换，同时还涉及测量效应以及系统与环境间的暂态相互作用。
量子系统所能经历的一些过程并不能用量子操作描述。原则上，量子系统的密度矩阵可以经过任意的时间演化。量子操作可以通过“量子仪器”这一概念进行推广。量子仪器可以捕捉测量过程中量子信息外的经典信息。

## 背景
量子力学的薛定谔绘景可以在一定的前提假设下对于量子系统的时间演化提供充分的描述。这些假设包括：
- 系统是非相对论性的。
- 系统是孤立的。

时间演化的薛定谔绘景有几种等价的数学表述，其中较为著名的一种为薛定谔方程。它给出了系统状态对时间的导数，或者更为准确地来说是：
时间经过t个单位对孤立系统S产生的影响通过作用在与S相关的希尔伯特空间H上的幺正算符Ut给出。
即如果系统在时刻s处于对应v ∈ H的状态，那么经过t个单位的时间后，其状态为Ut v。 对于相对论性系统，尽管没有全域时标，但特定可逆变换对于量子系统的作用仍是可以描述的。例如，系统状态在不同参考系间的变换，可以通过幺正变换给出。在任意情况下，处于纯态的系统经过状态变化后仍处于纯态；相关过程是在理想的框架下描述的，不涉及退相干。
对于开放系统，例如正在进行测量的系统，情况截然不同。首先，这些系统所经历的状态变化在描述时不能排除纯态集的变换。在这样的相互作用后，处于纯态φ的系统将不再处于原来的纯态。一般而言，其会处于纯态序列φ1,..., φk的统计混合态，相应状态的概率为λ1,..., λk。从纯态到混合态的过程称作“退相干”。
目前已经有许多可以处理相互作用中的系统的数学表述。量子操作于1983年由卡尔·克劳斯提出。他的这项工作是基于蔡文端此前做的数学工作。这一方法可以将测量这样的操作表述为密度态间的映射。特别地，量子操作的影响仅限制在密度态集内。

## 定义
密度算符是带有单位迹的希尔伯特空间上的非负算符。数学上，量子操作是希尔伯特空间H与G上迹类算符空间间的线性映射Φ，存在：
- 如果S为密度算符，则Tr(Φ(S)) ≤ 1。
- Φ是完全正的，即对于任意自然数n及任意n行内部元素为迹类算符的非负方阵{\displaystyle {\begin{bmatrix}S_{11}&\cdots &S_{1n}\\\vdots &\ddots &\vdots \\S_{n1}&\cdots &S_{nn}\end{bmatrix}}}，

存在{\displaystyle {\begin{bmatrix}\Phi (S_{11})&\cdots &\Phi (S_{1n})\\\vdots &\ddots &\vdots \\\Phi (S_{n1})&\cdots &\Phi (S_{nn})\end{bmatrix}}}也为非负的。
换言之，Φ是完全正的，当对所有n存在{\displaystyle \Phi \otimes I_{n}}为正。其中{\displaystyle I_{n}}表示{\displaystyle n\times n}矩阵的C*-代数上的同一映射。 
需要注意，在第一个条件下，量子操作不一定能保留统计系综的归一性。在概率论中，量子操作可能是个次马尔可夫链。为了使量子操作不会令密度矩阵集发生变化，需要再假定迹守恒。
在量子信息领域，量子操作被定义为不会令迹增加的完全正映射，又称“量子通道”或“随机映射”。这里的表述仅限于量子态间的通道，然而这一概念可以延伸至经典态的通道，从而允许量子信息与经典信息可以同时处理。

## 克劳斯算符
克劳斯定理给出了表征量子操作的量子态密度算符间映射的特性：
设H和G分别是n维和m维的希尔伯特空间，而Φ是作用在H上的密度矩阵到作用在G上的密度矩阵的映射，则存在{\displaystyle \{B_{i}\}_{1\leq i\leq nm}}为G到H的映射，令{\displaystyle \Phi (S)=\sum _{i}B_{i}^{*}SB_{i}.}。相应地，任意这种形式的映射Φ是一种量子操作，令{\displaystyle \sum _{i}B_{i}B_{i}^{*}\leq 1}。
这里的矩阵{\displaystyle \{B_{i}\}}称作“克劳斯算符”。斯坦斯普林分解定理可以将上述结果延伸至任意可分希尔伯特空间H和G。此时，S被一个迹类算符取代，而{\displaystyle \{B_{i}\}}则被一系列有界算符取代。

### 酉等价性
一般地，一种量子操作Φ并不仅仅确定唯一的克劳斯算符。比如，对于Φ进行的乔列斯基分解不同，得到的克劳斯算符也有所不同。下面的这条定理给出了两组表征同一量子操作克劳斯算符的酉等价性：
设Φ是一个有限维希尔伯特空间H上的量子过程，且存在两组可以表征该过程的克劳斯矩阵{Bi}i≤ N及{Ci}i≤ N 。则存在幺正算符 {\displaystyle \;(u_{ij})_{ij}}令：
{\displaystyle C_{i}=\sum _{j}u_{ij}B_{j}.\quad }
在无穷维情形中，这一结果可以推广至两组最小斯坦斯普林表示的关系。由斯坦斯普林定理可以得到，所有的量子操作在给原始系统附加适当的附属物经由幺正演化即可执行。

### 评注
上述结果也可从完全正映射定理导出，由此可以通过一个特定的埃尔米特正密度算符的迹表征完全正有限维映射。在给定量子通道的所有可能的克劳斯表示中，存在一个正则形式的克劳斯算符集，其中的克劳斯算符互相正交：{\displaystyle {\rm {Tr}}A_{i}^{\dagger }A_{j}\sim \delta _{ij}}。这样的一组正交克劳斯算符的正则集可以通过对相应的上述矩阵进行对角化然后通过本征矢改造为方阵即可得到。
同时还存在完全正映射定理无穷维情况的代数推广：通过定义量子通道的一种新的密度算符。这种矩阵可以用来定义相对保真度及量子通道间的互信息。

## 动力学考量
对于一个非相对论性量子系统，其时间演化可以通过Q的自同构单参数群{αt}t描述。这中描述可以简化至幺正变化：在特顶的若技术要求下，存在一个希尔伯特空间上的幺正变化的强连续单参数群{Ut}t，令Q中的元素E依下面这个方程演化：
{\displaystyle \alpha _{t}(E)=U_{t}^{*}EU_{t}.}。
系统的时间演化还可以通过统计态空间的时间演化加以考量。统计态的演化由{βt}t这类算符给出，满足：
{\displaystyle \operatorname {Tr} (\beta _{t}(S)E)=\operatorname {Tr} (S\alpha _{-t}(E))=\operatorname {Tr} (SU_{t}EU_{t}^{*})=\operatorname {Tr} (U_{t}^{*}SU_{t}E).}
易见，对于每个t，S → U*t S Ut是一个量子操作。此外，这个操作是可逆的。
这个结果可以进行推广：如果G是Q的连通对称李群，满足同样的弱连续条件，那么G中任意元素g的群作用有幺正算符U给出：
{\displaystyle g\cdot E=U_{g}EU_{g}^{*}.\quad }
g → Ug的这一映射称作G的射影表示。S → U*g S Ug是可逆量子操作。

## 量子测量
量子操作可以用来描述量子测量过程。下面给出的表述描述的是对于可分复希尔伯特空间H上的自共轭射影的测量，即采用投影值测度方法。在一般情形中，测量可以通过正算符值测度采用非正交算符。非正交情形可以用来提高量子仪器的效率。

### 双态测量
量子系统可以通过一系列的是非问题进行测量。这一组问题可以理解为是从量子逻辑中命题的正交补格Q选取得的。这一补格等价于可分复希尔伯特空间H的自共轭射影空间。 
考察处于某态S的系统，为了确定其是否具有某一属性E。这里的E是量子是非问题格中的一个元素。这里的测量指对系统进行一定的处理来确定其是否具有该属性。在这里的讨论中，对于系统状态的考察可以通过考虑系统的系综赋以操作定义。每个测量会产生确定值：0或1。此外对系综进行测量导致统计态产生可预测变化。统计态的这一变换可以由量子操作给出：
{\displaystyle S\mapsto ESE+(I-E)S(I-E)}
这里的E可以理解为一个投影算符。

### 一般情形
在一般情形中，可观测量的测量值的可能取值不止于2个。
当可观测量A具有一个纯点谱，那么其可以以本征矢为正交基底进行表记。即A可以进行谱分解：
{\displaystyle A=\sum _{\lambda }\lambda \operatorname {E} _{A}(\lambda )}
其中EA(λ)是一组互相正交的投影。每一个投影都在与测量值λ相关的A的本征空间上。
可观测量A的测量值为A的本征值。对于系统系综进行的重复测量会得出A的本征值谱的概率分布。这个分布是离散的，满足：
{\displaystyle \operatorname {Pr} (\lambda )=\operatorname {Tr} (S\operatorname {E} _{A}(\lambda )).}
对于统计态S的测量由下面这个映射给出：
{\displaystyle S\mapsto \sum _{\lambda }\operatorname {E} _{A}(\lambda )S\operatorname {E} _{A}(\lambda )\ .}
即在测量完成后不久，系统统计态是一个与可观测量测量值λ相关的本征空间上的经典分布：S是一个混合态。

## 非完全正映射
苏德尔辛等人后来提出，对于开放量子演化的表述并不一定具有完全正性。他们通过计算得到，当系统与环境在起始时具有一定初始相关性时，对系统所赋以的映射并不一定是正的。然而，这一映射仅在状态不满足对于起始相关性做出的假设时才不是正的。他们因而得出为了对量子演化进行充分的理解，非完全正映射也需要纳入考察范围内。